# Yehenara
De Nara (Wade-Giles: Nara hala, Chinees: 纳喇氏, 纳兰氏 of 那拉氏) was een belangrijke Mantsjoe-clan.
De meest prominente van de Naras waren de Yehe en de Ula-takken van de familie, een van de meest aristocratische families gedurende de Qing-dynastie. De beroemdste lid van de clan was de Chinese keizerin-weduwe Cixi. Na de val van het Chinese keizerrijk veranderden de Nala hun familienaam naar het meer Chinees klinkende "Na". Leden van de Yehenara-tak van de clan veranderden hun naam ook wel naar het Chinees klinkende Ye.

## Geschiedenis
De Naras leefden oorspronkelijk in Haixi, dat vandaag het huidige Jilin, Heilongjiang, Liaoning en Binnen-Mongolië omvat.
De Nara-clan verzette zich tegen het heerschappij van Nurhaci en bleef trouw aan de Ming-dynastie met wie zij goede betrekkingen hadden opgebouwd. Ze probeerden toch neutraal te blijven door onderlinge huwelijken met de Aisin Gioro clan te arrangeren. In 1619 werden zij alsnog in het Jurchen stamverband opgenomen.